# Bassina
La  bassina è uno strumento utilizzato in tecnica farmaceutica per eseguire le operazioni di rivestimento delle compresse, ma anche dei granulati ed eventualmente delle polveri. La bassina è costituita da un recipiente inclinato di forma sferoidale schiacciata ad un polo oppure vagamente reniforme, supportato su una motrice che permette al recipiente di ruotare attorno ad un asse passante per il polo schiacciato; il recipiente è costituito di acciaio inox (in passato anche di rame) e la macchina richiama molto quelle usate dall'industria dolciaria per ottenere la caramellatura di prodotti alimentari o la macchina per ottenere lo zucchero filato nei luna park.
Con tale strumento si può procedere sia al rivestimento delle compresse sia alla confettatura. All'interno del recipiente si posizionano i nuclei delle compresse che devono essere rivestiti e che vengono mantenuti in continuo rotolamento. L'interno della camera contiene degli opportuni sistemi che spruzzano o colano le soluzioni o le sospensioni di rivestimento e in contemporanea la presenza di un sistema di aerazione forzata permette l'ingresso di aria calda, rimuove l'umidità e favorisce l'evaporazione del solvente, accelerando il processo di asciugatura.

## Confettatura
La confettatura è il processo tecnologico di rivestimento del nucleo di una compressa usando soluzioni zuccherine, principalmente di saccarosio o anche di sorbitolo (qualora la forma farmaceutica sia destinata a pazienti affetti da diabete). Il processo avviene in diverse fasi, qui sotto descritte:
- Isolamento: i nuclei delle compresse potrebbero essere sensibili all'acqua della soluzione zuccherina e dimostrano comunque sempre una certa porosità poiché sono comunque formulati per disciogliersi in ambiente acquoso. La fase di isolamento ha lo scopo di rendere i nuclei della compressa adatti ad essere sottoposti alla procedura di rivestimento; il nucleo della compressa viene avvolto con un film polimerico che impedisce l'azione disgregante dell'acqua e/o la migrazione dei componenti della compressa dal nucleo allo strato zuccherino; a tale scopo si utilizzano la gommalacca, la idrossipropil-metil-cellulosa, il polivinil-acetoftalato, la cellulosa aceto-ftalato disciolti in un opportuno solvente, il quale evaporando lascia la compressa rivestita con lo strato di protezione. Alcuni dei polimeri citati sono resistenti all'ambiente acido, ma sono solubili a valori di pH compresi tra 5 ed 8 quindi in questa fase è già possibile generare delle compresse di tipo gastroresistenti.
- Ingrossamento: è la fase dove si applica il rivestimento zuccherino che viene addizionato anche ad altri eccipienti come il talco, il caolino, il carbonato di calcio e il biossido di titanio (agente opacizzante) oltre alla presenza di agenti filmogeni come la gomma arabica, la gelatina, alcuni derivati della cellulosa che svolgono lo scopo di garantire l'integrità del rivestimento dopo la asciugatura. Il processo prevede o l'applicazione alternata della soluzione zuccherina che contiene anche gli agenti filmogeni con la polvere di riempimento oppure un'altra procedura prevede che tutti gli eccipienti siano dispersi o disciolti in acqua e il tutto colato sui nuclei in movimento. La fase di ingrossamento è critica poiché un'eccessiva presenza di soluzione zuccherina potrebbe portare all'adesione tra le compresse mentre una eccessiva presenza di polvere di riempimento va a determinare la formazione di un rivestimento fragile.
- Lisciatura: avviene già durante la fase precedente, tuttavia a volte si rivela necessario eseguirlo a parte prima di procedere alla colorazione: si impone un'ulteriore aggiunta di soluzione zuccherina al 70% in presenza di una maggiore quantità di biossido di titanio che funge da sbiancante e opacizzante.
- Colorazione: si associa alla soluzione zuccherina dei coloranti solubili o dei coloranti insolubili detti lacche (pigmenti adsorbiti su idrossido di alluminio).
- Lucidatura: si effettua solo dopo la completa asciugatura; si usano delle miscele di cere (cera d'api, cera di carnauba) disciolte in opportuno solvente organico.

## Filmatura
La confettatura è stata attualmente quasi completamente sostituita dalla copertura con film o filmatura: i vantaggi sono notevoli, poiché lo strato di rivestimento del nucleo ha uno spessore molto più limitato e tale da costituire più una pellicola piuttosto che un vero e proprio strato. Il rivestimento con film ha numerosi vantaggi quali un minore aumento del volume dovuto al rivestimento, una maggiore stabilità della compressa (bisogna considerare il fatto che lo zucchero è igroscopico quindi tende ad assorbire umidità dall'ambiente), una maggiore resistenza alle sollecitazioni meccaniche. La filmatura permette di ottenere delle compresse con diverse caratteristiche cinetiche di rilascio e quindi di biodisponibilità del farmaco (compresse a rilascio ritardato, prolungato, pulsante, gastroresistenti).
La filmatura consiste nell'applicazione di una soluzione di rivestimento sul nucleo della compressa a cui fa seguito l'evaporazione del solvente che porta alla formazione del film. La soluzione di rivestimento viene applicata tramite un processo a spruzzo: il liquido di rivestimento, grazie ad un atomizzatore, viene immesso sul nucleo in forma di goccioline finissime che prima bagnano la superficie del nucleo e poi si espandono; all'evaporazione del solvente (quasi istantanea) avviene un fenomeno di coalescenza che porta alla formazione del film sulla superficie del nucleo della compressa.
Oltre alla bassina, che può anche essere usata per eseguire questo processo tecnologico, esiste una variante detta "tecnica a letto fluido": i nuclei delle compresse vengono tenuti in sospensione nella camera di lavoro mediante un getto d'aria mentre degli atomizzatori iniettano il liquido di rivestimento da diverse direzioni; la continua corrente d'aria ha anche la funzione di essiccare e quindi di far evaporare il solvente usato. Gli agenti di filmatura sono soluzioni o sospensioni acquose di polimeri quali numerose tipologie di eteri della cellulosa, esteri dell'acido metacrilico, polivinilpirrolidone, polietilenglicoli o si usano polimeri che devono avere delle determinate caratteristiche volte a modificare la cinetica di rilascio del principio attivo dalla compressa (ad esempio la cellulosa aceto-ftalato per le compresse gastroresistenti oppure per le compresse con rilascio prolungato si possono usare la gommalacca, alcool acetilico e alcool stearilico, etil-cellulosa, acetato di cellulosa, esteri acrilici e siliconici). Una caratteristica dei polimeri usati come agenti di filmatura è che si presentano allo stato amorfo e hanno una temperatura di "transizione vetroso/gommoso": al di sotto di tale temperatura hanno caratteristiche simili a quelle del vetro ossia sono friabili, duri e rigidi mentre al di sopra di tale temperatura diventano plastici e deformabili; la temperatura di transizione è generalmente più elevata rispetto a quella ammissibile all'uso nei processi di rivestimento e perciò si usano dei plasticizzanti (glicerina, sorbitolo, glicole propilenico) che hanno lo scopo di abbassare la temperatura di transizione rendendo il polimero plastico e deformabile anche alla temperatura di esercizio della procedura di rivestimento. I solventi non acquosi talora necessari che possono essere usati sono il metanolo, etanolo ed isopropanolo tra gli alcoli, acetato di etile e lattato di etile, acetone e cloruro di metilene. 
I problemi principali, che generano poi dei difetti nelle compresse, sono dovuti o al mancato equilibrio tra la velocità di aggiunta del rivestimento e la fase di essiccamento oppure una non uniforme distribuzione della soluzione di rivestimento. Il fenomeno del picking è l'adesione tra due compresse e accade quando la velocità di spruzzo è troppo elevata rispetto al tempo di evaporazione richiesto dal solvente ossia la velocità di essiccamento. La rugosità della superficie delle compresse si ha quando la velocità di spruzzo è molto lenta quindi prevale una precoce asciugatura delle goccioline che può incrementare la forza tensile dello strato di rivestimento il quale diventa più fragile e può anche rompersi. 